# Villiers-sur-Suize
Villiers-sur-Suize – miejscowość i gmina we Francji, w regionie Grand Est, w departamencie Górna Marna.
Według danych na rok 1990 gminę zamieszkiwało 261 osób, a gęstość zaludnienia wynosiła 15 osób/km².